# Мануел Ривера-Ортис
Мануел Ривера-Ортис (на английски: Manuel Rivera-Ortiz) е американски фотограф, известен със своите снимки на хора в по-слабо развитите страни. Той е фотограф в традицията на социалната документална фотография. Негови творби са сред постоянните колекции на няколко музея, включително George Eastman House International Museum of Photography and Film. През 2004 г. той печели наградата за новаторска фотография En Foco, а през 2007 г. бива избран за творец на годината от Съвета за култура и изкуство на Голям Рочестер (Arts and Cultural Council for Greater Rochester).

## Галерия
- Tobacco Harvesting, Valle de Viñales, Cuba (2002)
- Widow Of The Mines, Potosí, Bolivia (2004)
- City Dump, Yamuna River Slum, Delhi, India (2005)